# Aubord
Aubord település Franciaországban, Gard megyében. Lakosainak száma 2296 fő (2022. január 1.). Aubord Beauvoisin, Bernis, Générac és Milhaud községekkel határos.

## Népesség
A település népességének változása:
| Lakosok száma | 292  | 791  | 1607 | 2303 | 2417 | 2392 | 2375 | 2363 | 2347 | 2296 |
|               | 1968 | 1982 | 1990 | 2006 | 2013 | 2015 | 2017 | 2019 | 2020 | 2022 |